# Obduction
Obduction — приключенческая видеоигра, разработанная студией Cyan Worlds. Игра считается идейным преемником предыдущих приключенческих игр от Cyan — Myst и Riven. Игрок управляет персонажем, попадающим в несколько инопланетных миров посредством технологии, перемещающей сферические «куски» одного мира в другой; он решает головоломки и пытается добраться домой. Игра рассказывает историю представителей четырёх разумных рас (одна из которых — люди), чьи места обитания были захвачены, перемещены и связаны между собой неизвестными инопланетными «семенами».
Для разработки игры создатели организовали сбор денежных средств на Kickstarter, в октябре 2013 года. Obduction была выпущена в августе 2016 года для PC на базе Windows, а версия macOS была выпущена в марте 2017 года. Версия, поддерживающая виртуальную реальность для системы Oculus Rift была выпущена в ноябре 2016 года, а версии HTC Vive и Oculus Touch — 22 марта 2017 года. Игра для PlayStation 4 была выпущена в августе 2017 года, а вскоре после этого появился патч для поддержки PlayStation VR.
Оценки Obduction можно охарактеризовать в целом, как смешанные. Средняя оценка по версии агрегатора Metacritic варьируется от 76 до 64 баллов из 100 возможных в зависимости от платформы. Критиками было замечено явное наследие игры Myst, будто игра чувствуется её сиквелом. Однако неоднозначные оценки получили головоломки, требующие бродить по большим локациям.

## Игровой процесс
В Obduction игровой персонаж оказывается похищенным с Земли и перенесённым в один из нескольких инопланетных миров с целью найти дорогу домой. Игра представляет собой приключенческую головоломку от первого лица, позволяя игроку исследовать окружение нескольких разных миров, которое включает в себя смесь инопланетных ландшафтов и знакомых земных элементов, а также решать головоломки и принимать решения, которые могут влиять на концовку игры. Obduction предлагает традиционное для своего жанра управление укажи и щёлкни. Многие объекты в игре могут быть выбраны и исследованы в полном трёхмерном виде, что позволяет игроку обнаружить возможные скрытые ящички или механизмы, помогающие в решении головоломок.

### Сюжет
Игрового персонажа ночью в лесу похищает инопланетное «семя», перенеся его в инопланетный мир, а точнее в участок американского шахтёрского городка из 1920-х, отделённый сферическим барьером от окружающей чужеродной планеты. Исследуя город, герой находит видеопослания мэра города Йозефа Янссена (Патрик Тредуэй). Город называется Хунрат, и семена-переносчики доставили сюда десятки людей из XIX—XXI веков, как правило, спасая их от преждевременной смерти. За пределы барьера выбраться невозможно: выход за границу сферы лишь телепортирует в диаметрально противоположную ей точку.
Помимо этой сферы существуют ещё три подобные сферы-клетки, связанные между собой деревьями, расположенными в их центре. Такие деревья время от времени сбрасывают семена, путешествующие сквозь пространство-время, чтобы заключать в сферы участки обитаемых планет и обменивать их с другими планетами. Людям удалось мирно сотрудничать с инопланетными созданиями, также заключёнными и доставленными в соседние с Хунратом сферы: технологически продвинутыми гуманоидами мофангами (их мир называется Сория), насекомоподобными араями (их мир — Каптар) и крупными гуманоидами виллейнами (их мир — Марай). Большая сфера, заключающая в себе Хунрат, переместилась в мир мофангов Сорию, заместив кусок ландшафта Сории, перенесённый на Землю; то же случилось со сферическими кусками мира араев Каптара и мира виллейнов Марая. Четыре вида нашли способ контролировать силу Семян, чтобы путешествовать между своими сферами и сотрудничать. Герой обнаружил, что в результате некоего крупного конфликта мофанги решили, что их сдерживают и намерены применить оружие массового поражения, способное опустошить другие сферы. Некоторые из дружественных мофангов предупредили остальные виды об опасности и заблокировали протоколы, чтобы замедлить установку оружия. Жители других рас в поисках убежища заключили себя в криогенный сон. Один человек по имени C.В (Робин Миллер) решил остаться в Хунрате и заперся в безопасной комнате, полагая, что остальные умерли. Он просит игрока помочь обеспечить водой каждое древо в четырёх сферах и перезапустить энергетические системы в Хунрате, чтобы он мог вернуть их обратно на Землю.
По мере того, как игрок исследует миры, он узнаёт, что араи вернули одно из смертоносных орудий мофангам Сории и затем оно сдетонировало, уничтожив большую часть мофангов. Из сферы Сории, выглянув за её границу, игрок может увидеть современную Землю, однако она представляет собой выжженную пустыню с пыльными бурями. В конце концов, игрок приближается к бункеру в Марае и обнаруживает одно из орудий мофангов, которое при приближении уничтожает всех в Марае, заканчивая игру. В ином случае оружие можно отключить и начать пробуждать всех спящих жителей, в том числе мэра Хунрата Фарли (Кэролайн Фаулер).
После того, как все деревья оросили водой и их сила восстановлена, C.В организует процесс возвращения. На этом этапе игрок может отключить батарею, позволяющую С.В. указать цель перемещения. Если не вмешиваться, то Хунрат переместится обратно на Землю, которая, однако, сейчас бесплодна и непригодна для жизни, о чём С.В. не знал, но догадывалась Фарли. Фарли обвинит C.В в том, что он обрёк оставшихся людей на гибель. Если же игрок последует совету Фарли, то C.В не сможет указать целью перемещения Землю и тогда семена Древ перенесут все 4 сферы с их обитателями на совершенно новую плодородную планету, позволяя всем видам сосуществовать вместе и без границ.

## Разработка
Ещё после выхода игры Myst Online: Uru Live, команда разработчиков Cyan начала обсуждать, каким должен быть их следующий проект. Стоит ли сделать игру частью франшизы Myst, или же создать игру с новой вселенной. Команда выбрала последний вариант, так как он давал больше творческой свободы, не ограничивая устоявшимся каноном Myst. Однако существовал риск, что это оттолкнёт многих поклонников Myst. Однако после анонса и организации сборов в Kickstarter, команда обнаружила, что поклонники в целом выражали больший интерес к новой игре от Cyan, даже если она не происходила во вселенной Myst.
Формально, анонс Obduction состоялся 17 октября 2013 года, когда Рэнд Миллер, сооснователь и генеральный директор Cyan организовал кампанию по сбору средств на Kickstarter с целью собрать 1,1 миллионов долларов США. Хотя Cyan подсчитали, что на завершение разработки Obduction потребуется около 2,5 миллионов долларов, они попросили более низкую сумму, «чтобы не выглядеть жадными» по словам Миллера и иметь по крайне мере первоначальный взнос. Сама Obduction позиционировалась, как духовная наследницы Myst и Riven. При разработке инопланетного мира команда черпала вдохновение из своих более ранних проектов, а опыт создания таинственной обстановки был параллелен опыту создания оригинального мира в Myst. Несмотря на разницу в 20 лет между выпусками, в команду разработчиков вошли люди, работавшие над первыми двумя играми Myst, а также Uru: Ages Beyond Myst. Кампания по сбору средств закончилась 16 ноября, таким образом команда уже имела 1,3 миллиона долларов США на разработку, что также означало, что игра будет поддерживать Oculus Rift. Хотя этих денег было по-прежнему недостаточно на разработку, после успешной кампании, команде удалось задействовать другие источники финансирования.
Миллер заметил, что разработка игры подобного жанра в целом тяжёлая задача, так как крупные студии игнорируют этот жанр, считая его нишевым, предпочитая им почти исключительно ролевые игры и шутеры. При этом Миллер заметил, что дело даже не в том, что компании боятся меньших доходов, а в том, что приключенческие головоломки сложнее в производстве, «нельзя просто взять готовые загадки из другой игры, немного переделать их и добавить небольшую историю, создание подобной игры требует основательного подхода и постоянного „переизобретения колеса“». Сложность разработки также была связана с настройкой сложности головоломок, так, чтобы большинство игроков были ими довольны в том числе и благодаря системе подсказок. Миллер заметил, что для игр подобного жанра типична противоречивая критика со стороны игроков, где одна часть жалуется, что головоломки слишком сложны и они застревают, а другая же часть указывает на недостаточную сложность игры. Миллер заметил, что в идеале, при наличии больших бюджетных средств, добавил бы в игру несколько режимов для прохождения с разным уровнем сложности. Сам процесс разработки исходил из базовой идеи — «„Myst“ в космосе», а именно возможности путешествовать по разным инопланетным мирам и перемещаться между ними, как между страницами в одной книге. Хотя изначально игра, будучи преемником Myst, а не её продолжением должна была также заметно отличаться, в процессе разработки, команда обнаружила, что Obduction по своей структуре получилась очень похожей на Myst. Игра включает в себя трёх не игровых персонажей (NPC), которых изначально планировалось визуализировать и анимировать, однако к марту 2015 года Cyan решили вернуться к традиционному для них использованию видео-вставок с участием живых актёров, как это было сделано в Riven. Миллер заметил, что такой подход стал частью наследия Cyan.

## Выпуск
Хотя изначально ожидалось, что игра выйдет в 2015 году, задержки в разработке привели к тому, что дата выхода была перенесена на 2016 год. В марте 2016 года, вместе с показом игрового трейлера, Cyan объявила о дате выпуска игры в июне 2016 года. Позже релиз был снова перенесён на 26 июля, команда сослалась в качестве одной из главных причин на обновление движка Unreal Engine. Также дополнительное время позволило команде реализовать поддержку виртуальной реальности для систем Oculus Rift. Примерно за неделю от запланированного выпуска команда снова передвинула день релиза до 22 августа 2016 года, указав на обнаружение ряда внутриигровых ошибок, которые возникали во время игры на платформах, чья поддержка была добавлена в последних циклах разработки. Выход Obduction состоялся 24 августа 2016 года, хотя версия Oculus оставалась в разработке.
Версия игры для Oculus была выпущена 31 октября 2016 года. Учитывая возможные проблемы, связанные с укачиванием игрока, особенно в таких играх, как Obduction, где имеется большой открытый мир для исследования, команда разработала альтернативный способ передвижения вместо имитации ходьбы, в игру были добавлены путевые точки для телепортации, как это аналогично было реализовано в ранних играх Myst. Команда заметила в том числе, что работа над элементами управления Oculus Touch позволила им получить опыт, чтобы использовать его в своих будущих проектах, или адаптациях своих более старых играх. Cyan также объявила о планах выпуска Obduction на других VR-устройствах — PlayStation VR и HTC Vive. Работая над PlayStation VR также позволила команде разработать версию игры для PlayStation 4, что стало самым первым выпуском приставочной версии игры от Cyan. Версия для HTC Vive была выпущена 22 марта 2017 года а версия без VR, для PlayStation 4 — 29 августа 2017 года, патч с поддержкой VR был добавлен позже.

## Музыка
Робин Миллер, написавший саундтреки к играм Myst и Riven перед тем, как покинуть студию Cyan, написал саундтрек и к Obduction. При этом изначально не шла речь о создании музыки, Миллер должен был только появиться, как один из NPC в видео-вставках. Рэнд обратился к Робину за помощью в самом конце разработки игры. По состоянию на декабрь 2015 года, Миллер написал уже несколько мелодий к игре. Его основная задача сводилась к тому, чтобы создать мелодии в гармонии с окружающей средой. Миллер также признался, что впервые мог полностью посвятить себя работе над песнями к Obduction, так как во время работы над музыкой к предыдущим играм от Cyan, он был вынужден совмещать сочинение музыки с другой работой. Музыкальные композиции в целом выдержаны в таком же музыкальном стиле, как песни для Myst. При этом композитор столкнулся с рядом сложностей из-за того, что присоединился к разработке на позднем этапе.
Композиции были собраны в музыкальный альбом под названием «Obduction — Original Game Soundtrack», который был выпущен 24 августа 2016 года
| - 1. Not Worth the Wistful Sentimentality of this Moment — 03:05 - 2. The Rabbit Hole — 01:12 - 3. Welcome Music — 02:18 - 4. A Man Who Grossly Overvalues His Own Importance — 02:18 - 5. Caroline Farley — 02:26 - 6. Completing Your Task — 02:30 - 7. Politics as Usual — 02:51 - 8. the Space Between Worlds I — 03:49 - 9. Alone at this Point — 03:00 - 10. Mutated Clockwork — 03:55 - 11. Machine Step — 03:07 - 12. Hive — 02:33 - 13. History Lesson — 02:56 - 14. Iron Altitude High — 02:23 | - 15. From the Innocent Earth — 02:19 - 16. Stepping Over Bones — 02:17 - 17. W.M.D. — 01:46 - 18. Always Ignore the Damage You’ve Done — 01:27 - 19. Who Will Stand at Our Graves? — 04:08 - 20. The Space Between Worlds II — 02:42 - 21. Village Noise — 01:42 - 22. Caroline Farley Reprise — 02:29 - 23. Big Fish — 02:11 - 24. Adrenaline Junky — 03:06 - 25. You Paid for this View — 04:46 - 26. You Lost, Bitch — 04:11 - 27. Diaspora — 03:52 - 28. Post Game Tristesse — 03:17 |

## Критика
| Сводный рейтинг       | Сводный рейтинг          |
| Агрегатор             | Оценка                   |
| --------------------- | ------------------------ |
| GameRankings          | 77,47 %                  |
| Metacritic            | 76/100 (ПК) 61/100 (PS4) |
| Иноязычные издания    |                          |
| Издание               | Оценка                   |
| GameRevolution        | [ 29 ]                   |
| PC World              | [ 30 ]                   |
| PC Gamer              | 76 %                     |
| PlayStation LifeStyle | 6,5/10                   |
| GameCritics           | [ 33 ]                   |

Оценки Obduction можно охарактеризовать в целом, как смешанные. Средняя оценка по версии агрегатора Metacritic варьируется от 76 до 64 баллов из 100 возможных в зависимости от платформы.
Часть критиков оставили восторженные оценки. Например критик сайта Darkstation писал, что при игре в Obduction испытал то же чувство восхищения, когда играл в Myst 20 лет назад, которая ещё тогда уничтожила у критика предвзятое отношение к играм, лишённым насилия и быстрого действия. Критик видит в Obduction не просто духовного преемника Myst, а скорее рассматривает, как её полноценное продолжение, единственная заметно отличающаяся часть в игре — это её история, затрагивающая тему межвидового контакта. Минимальный интерфейс Obduction с отсутствием инвентаря и системы подсказок делает игру типичным представителем Cyan, чьи игры всегда побуждали игрока бесцельно бродить и постепенно раскрывать тайны доступных локаций. «Без угрозы внезапной смерти или таймера, отсчитывающего время до конца света, ничто не мешает тебе подталкивать, тянуть и нажимать кнопки, чтобы посмотреть, как всё работает. Не волнуйся — ты ничего не сломаешь». Критик заметил, что всегда любил в играх от Cyan интерактивную систему головоломок, которая сочетается с удобной плавностью, которой не было ни в одной другой подобной игре. Критик сайта PC World писал, что сразу же заметил знакомые черты Myst и Riven — «окутанные туманом долины и подвесные ржавые мосты», одновременно игра и не является продолжением Myst в прямом смысле, предлагая совершенно независимую историю без намёков на Д’ни, отсылок к книгам, Атрусу и остальным. Хотя предсатвленный мир совершенно чужд, внимание к мелким деталям делает его невероятно правдоподобным. Рецензент также похвалил игру за её фотореалистичную графику, назвав её техническим чудом на фоне того, что некоторые современные игры не могут дотянуть до графики Riven. Тем не менее критик считает, что мир Obduction не получился таким грандиозным, как мир Myst, и не даёт такого пространства для дыхания, как Riven, сам игровой мир чувствуется порой слишком большим, с несколькими пустыми областями, а некоторые важные элементы отрезаны огромными расстояниями. Это особенно неприятно, когда игрок в конце прохождения застрянет за решением головоломки и будет вынужден бессмысленно преодолевать огромные расстояния. Тем не менее данные недостатки не так критичны, если сравнивать Obduction со многими другими недавно выпущенными играми аналогичного игрового жанра. Также неоднозначную оценку критик оставил головоломкам, указав на то, что они стали намного проще, чем в предыдущих играх от Cyan, а многие критик счёл слишком неясными. Рецензент в итоге подытожил, что Obduction по праву можно считать игрой от Cyan, «но более доброй и с более предсказуемыми головоломками».
Разгромный отзыв оставил критик сайта Gamerevolution, заметив, что несмотря на то, что сама завязка идеи похищения человека в чужой мир звучит крайне интригующе, он попробовал одну из худших игр 2016 года. Представленные головоломки редко состоят из чего-то большего, чем поиск скрытой кнопки или рычага, чтобы иметь возможность продвигаться вперёд. Половина головоломок связана с использованием телепортов, которые также меняют мир вокруг игрока, что неочевидно, поскольку иногда эти изменения неуловимы. Проблема связана с загрузочным экраном, который игрок будет видеть сотню раз на протяжении всей игры, что недопустимо для 2010-х годов. Даже при их наличии, частота кадров у критика часто проседала на его компьютере с 6-ядерным процессором Intel i7 и видеокартой Nvidia GTX 980. Критик заметил, что непонятно, для чего в игру были добавлены в таком количестве FMV, «то ли из чувства ностальгии, или ограниченного бюджета», однако они выглядят просто плохо. Критик подытожил, что разработчики Cyan застряли в прошлом, с одной стороны пытаясь создать наследника Myst, но с дугой стороны с треском проигрывая современным играм аналогичного жанра, таким, как The Talos Principle, Firewatch или The Witness.

## Продажи
Летом 2018 года, благодаря уязвимости в защите Steam Web API, стало известно, что точное количество пользователей сервиса Steam, которые играли в игру хотя бы один раз, составляет 129 459 человек.